# バストランペット
バストランペット（英: bass trumpet）は、トランペットの一種。通常のトランペットより管長が長く、低い音域を奏する。G管、F管、E♭管（これらはアルトトランペットまたはトランペット・コントラルトとも呼ばれる）はトランペット奏者でも演奏できるが、C管、B♭管などの真正のバストランペットは通常トロンボーン奏者が持ち替えで奏する。

## 概説
今日のバストランペットは、19世紀初頭にドイツの騎兵音楽で使用され発展してきたヴァルヴ・トランペットに目を付けたドイツの作曲家ワーグナーが創案した楽器が基になっていると考えられる。
バストランペットは製造者によって違いが大きく、ヴァルヴ・トロンボーンに近いものから、円錐管の部分の広がりが大きくサクソルンやバス・フリューゲルホルンに近いものまで様々である。
なお、バストランペットという名称は、後述のストラヴィンスキーの用例にも見られるように、今日ではアルトトランペットを含む長管のヴァルヴ・トランペットの総称としても用いられている。

### アルトトランペット
アルトトランペットはロシアの作曲家リムスキー＝コルサコフが創案したとされ、1892年に初演された歌劇『ムラダ』で初めて使用した。リムスキー＝コルサコフの作品では3本のトランペットの最低音を豊かに響かせるために第3トランペットのパートに指定されていることが多く、F管トランペットより大きめのボアサイズとベルを持つが、今日では使われることがない。

### F管トランペット
マーラー、ブルックナー、J.シュトラウスからシベリウス、エルガー、ニールセンなど多くの作曲家の作品に指定されている楽器で、F管のアルトトランペットと同じ長さだが、普通のB♭トランペットと同じようなボアサイズとベルを持つ。アルトトランペットとは異なり、通常のトランペットの音域を演奏する。そのため、このパートは普通のトランペットで演奏されることがほとんどである。

## オーケストラにおける使用例

### アルトトランペット
- リムスキー＝コルサコフ：歌劇『ムラダ』、歌劇『サトコ』
- ショスタコーヴィチ：交響曲第1番
- プロコフィエフ：スキタイ組曲
- ラフマニノフ：交響曲第3番
- ストラヴィンスキー：春の祭典
ストラヴィンスキーはリムスキー＝コルサコフに管弦楽法を学んでおり、ここでも本来E♭アルトトランペットが用いられているが、スコアにE♭バストランペットと書かれているため、今日ではC管などのバストランペットで演奏されることが多い[6]。

### バストランペット
- ワーグナー：ニーベルングの指環
- R・シュトラウス：マクベス、エレクトラ
- ヤナーチェク：シンフォニエッタ
- シェーンベルク：グレの歌
- コルンゴルト：死の都
- ブライアン：交響曲第1番
- B・A・ツィンマーマン：兵士たち
- アーノルド：行進曲「H.R.H. ケンブリッジ公」